# خوسيه دي خيسوس مارتينيز
خوسيه دي خيسوس مارتينيز هو كاتب وسياسي بنمي ونيكاراغوي، ولد في 8 يونيو 1929 في ماناغوا في نيكاراغوا، وتوفي في 27 يناير 1991 في مدينة بنما في بنما بسبب نوبة قلبية.